# Kataoka Tadasu
Tadasu Kataoka (片岡 董 Kataoka Tadasu?,  12 de abril de 1894 - 21 de abril de 1963) fue un Teniente General del Ejército Imperial Japonés.

## Biografía
Nació en la Prefectura de Hyōgo, siendo el cuarto hijo de un hotelero llamado Kataoka Heihachirō. Tras asistir a la Academia de Cadetes del Distrito de Osaka (大阪陸軍幼年学校 Osaka rikugun yōnen gakkō?) y a la Academia de Cadetes (中央幼年学 Chūō yōnen gakkō?), se graduó en mayo de 1915 en la 27.ª promoción de la Academia del Ejército Imperial Japonés. En diciembre de ese mismo año fue nombrado Alférez de caballería (騎兵少尉 Kihei shō-i?). En noviembre de 1925, Kataoaka se graduó en la 37.ª promoción de la Escuela de Guerra Imperial. Luego, fue asignado al Estado Mayor del Ejército Imperial Japonés y posteriormente a la Fábrica Armamentista del Ejército. Durante ese periodo, se graduó en marzo de 1931 en Ciencias Políticas, en la Facultad de Derecho de la Universidad Imperial de Tokio.
Entre 1936 y 1937, Kataoka fue asignado Director de la Escuela de Caballería del Ejército Imperial Japonés hasta que en 1937 sería asignado a la Oficina de Asuntos Militares del Ministerio de Guerra, al Estado Mayor de la 4.ª División y hasta 1938 en la 4.ª División de Reserva. Ese mismo año fue ascendido a Coronel de caballería (騎兵大佐 Kihei taisa?), y se le dio el mando de la 104.ª División, marchando al frente de China en julio. Posteriormente, estuvo al mando del Regimiento de Caballería de la Guardia Imperial (近衛騎兵連隊 Konoe kihei rentai?) hasta 1940 y del Regimiento de Instrucción de Caballería de la Guardia Imperial hasta 1941. Ese año fue ascendido a General de brigada (少将 Shōshō?) y es asignado como Comandante de la 3.ª Brigada de Caballería (騎兵第3旅団 Kihei dai-san ryodan?), situada en Manchuria. En febrero de 1943 fue asignado al estado mayor del 5.º Ejército, un ejército de reserva situado en Manchuria, con labores de instrucción y guarnición.
En agosto de 1944, tras el fallecimiento del comandante de la 1.ª División Hattori Gyōtarō, Kataoka fue nombrado comandante en funciones, puesto que desarrollaría de manera provisional hasta que fue ascendido a General de división (中将 Chūjō?) en octubre de 1944, con la división destinada en Filipinas. Sin embargo, su carrera como comandante de división fue muy corta, ya que su unidad fue virtualmente aniquilada en la batalla de Leyte.